# 笹津橋
笹津橋（ささづばし）は、岐阜県を源流とし、富山県富山市を南北に流れる神通川に架かる歩行者・自転車専用橋。1941年（昭和16年）7月に車道橋として供用開始され、のちに国道41号の橋となった4代目の橋であり、国の登録有形文化財に登録されている。なお、本項では関連事項として、笹津橋に代わり新たな国道41号の道路橋として架けられた新笹津橋についても説明する。

## 概要
神通川の流れが飛騨山脈から延びる尾根裾から富山平野へと移り変わる峡谷の入り口に架る、長さ85 m、幅員6.5 mの橋である。1981年（昭和56年）までは国道41号の一部であり、片側1車線（歩道なし）の車道橋であった。設計者は当時の土木技師で後の旧建設省道路局長、技監を務めた高野務である。1981年（昭和56年）、この橋の上流側すぐ脇にほぼ並行して、初代笹津橋から数えると5代目となる国道41号の新笹津橋が開通したことにより、笹津橋は車道橋の役目を新橋に譲ったが、撤去はされず、主に歩行者・自転車のための橋として残ることとなった。
その後、戦前の橋として現存する橋では支間長（スパン）が2番目に大きい(65 m)こと、橋は県定公園「神通峡県定公園」の入り口あり、その自然豊かな渓谷の景観にマッチした躍動感あるデザインであること、長きに渡り富山（北陸地方）と飛騨・中京地方を結ぶ橋として産業や交流に寄与したことが認められ、2000年（平成12年）2月15日に、富山県の橋梁としては桜橋に次いで国の登録有形文化財に登録された。また、日本の近代土木遺産2800選に選ばれているほか、2009年（平成21年）には、「とやまの文化財百選（とやまの近代歴史遺産部門）」に選定されている。

## 歴史

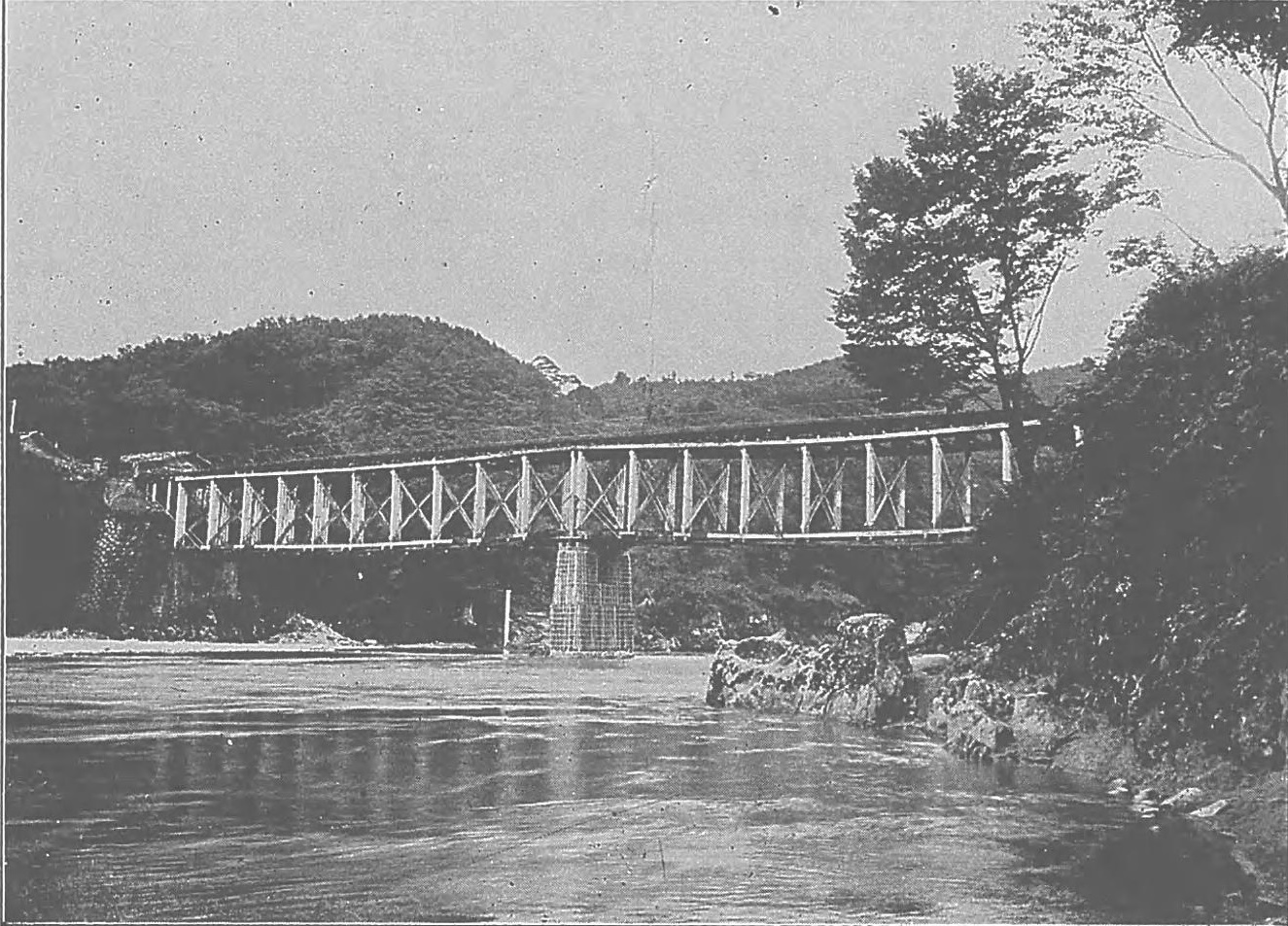
2代目笹津橋

江戸時代より越中と飛騨地方を結ぶ主要街道であり「ブリ街道」ともいわれる飛騨街道は、神通川の流れに沿って設けられており、初代笹津橋は、明治に入り富山と飛騨地方との交流・公易の促進を目的に、富山県令（のちの富山県知事）国重正文の命により、50間（約90 m）の川幅に1884年（明治17年）に着工し、1886年（明治19年）12月に長さ109 mの木造橋として完成した。これに伴い街道幅も1間（約1.8 m）から3間（約5.4 m）に拡幅した。しかしこの木造橋は急流である神通川の激しい流れに耐えきれず橋脚が傾き、約1年で通行できなくなった。これは寒さ厳しい冬場にコンクリートの橋脚を作ったため、水が凍ってセメントとの化学反応がうまく進行せず堅固な橋脚ができなかったためであった。なおこれにより、県知事の国重正文と知事を補佐する書記官であった滝吉弘（滝廉太郎の父）が、当時の内閣総理大臣である伊藤博文に進退伺を出しており、国重正文は報酬停止3か月の処分を受けた。
2代目は佐藤工業創業者である佐藤助九郎が、1890年（明治23年）5月に私費を投じ建設することを富山県に願い出て、1891年（明治24年）10月に着工、1892年（明治25年）12月に完成した木・鉄混合のトラス橋で、長さ55間（約99.9 m）、幅3間3尺（約6.05 m）で、有料橋として人6厘（商人2銭）、馬5銭の通行料を徴収した。しかしこの橋により、物資・文化交流が盛んになったことから通行量が激増し、老朽化が早く進み明治末期には使用できなくなった。
3代目は県により1912年（大正元年）に完成した鋼鉄製の吊り橋で、長さ85.0 m、幅員6.0 mであった。1931年（昭和6年）には大修繕を施したが、老朽化により1935年（昭和10年）頃よりトラック等の重量通行制限を行っていた。
4代目で現在も残る橋は、1941年（昭和16年）に3代目の約40 m上流に作られた。その後、1953年（昭和28年）5月18日に二級国道155号名古屋富山線の、1959年（昭和34年）4月1日には一級国道41号の橋となった。さらに1975年（昭和50年）4月1日には、同橋は国道360号との重複区間となった。2003年（平成15年）8月1日には、2002年3月から実施していた補修工事が完成した。

## 構造
メラミン式鉄骨コンクリートによる上路式固定アーチ橋。長さ85.0 m、幅員6.5 m、車道幅員6.0 m（歩道なし）、径間65.0 m（単アーチ）、側径間各11.0 mで、戦前の橋として現存する橋では支間（スパン）が2番目に大きい。設計荷重は自動車荷重12tで、建設当時すでに戦時下であったため、戦車が通過できる強度に設計されたといわれている。
また、笹津橋は飛騨、猪谷側から富山市街地方面へ車で走行すると、橋直前に急カーブを描き橋に進入することとなり、曲がりきれずに神通川に転落する大事故が幾度か起こっていた。そこで新笹津橋は安全性を考慮し橋自体にカーブを設けるなどの対策を取っている（新笹津橋を参照）。

## 新笹津橋
4代目笹津橋に代わり、1981年（昭和56年）に完成した新たな国道41号（国道360号重複）の車道片側1車線（歩道なし）の橋で、この地に架かる橋としては初代から数えて5代目となる鋼ソリッドリブアーチ橋である。両岸に道路を神通川に対して斜めに交わらせ、さらに橋自体にゆるいカーブを設けることで安全性を高めており、そのため橋長は125 mと笹津橋より長くなった。
- 形式 - 鋼上路アーチ橋
- 橋格 - 1等橋 (TL-20)
- 橋長 - 125.000 m
  - 支間割 - ( 9.722 m + 2.3765 m + 100.125 m  + 2.3765 m  + 9.600 m )
  - アーチ支間 - 100.125 m
  - アーチライズ - 11.000 m
- 幅員
  - 総幅員 - 12.500 m
  - 有効幅員 - 11.500 m[注釈 1]
  - 車道 - 11.500 m[注釈 2]
  - 歩道 - なし
- 床版 - 鉄筋コンクリート
- 総鋼重 - 511.770 t
- 施工 - 三菱重工業[注釈 3]
- 架設工法 - ケーブルエレクション直吊り工法

## 近隣の施設・名所
- 神通峡県定公園
- 神三ダム
- 神二ダム
- 笹津駅
- 春日温泉
- 楽今日館
- 割山森林公園 天湖森